# Hidróxido alcalino
Os hidróxidos alcalinos são uma classe de compostos químicos os quais são compostos de um metal alcalino como cátion e o ânion hidróxido (OH-). Os hidróxidos alcalinos são:
- Hidróxido de lítio (LiOH)
- Hidróxido de sódio (NaOH)
- Hidróxido de potássio (KOH)
- Hidróxido de rubídio (RbOH)
- Hidróxido de césio (CsOH)

O mais comum dos hidróxidos alcalinos é o hidróxido de sódio, o qual é normalmente encontrado no comércio em produtos como líquidos de limpeza sanitários. Outro hidróxido alcalino comum é o hidróxido de potássio. Ele é encontrado como uma solução usada para a limpeza de terraços e outras áreas externas feitas em madeira.
Todos os hidróxidos alcalinos são corrosivos (cáusticos), sendo fortemente alcalinos em solução. 
Uma típica demonstração escolar mostra quando um pedaço de metal alcalino é introduzido em um recipiente com água, uma vigorosa reação inicia. Por exemplo:

2 Na + 2 H2O → 2 NaOH + H2
sódio + água → hidróxido de sódio + gás hidrogênio
Todos os metais alcalinos apresentam esta mesma reatividade produzindo reações enérgicas com água.

## Reações típicas
Todas as soluções de hidróxidos alcalinos em contato com o ar tendem ao longo do tempo a formar carbonatos alcalinos que inclusive é perceptível na boca dos frascos que contém tal solução, por reação com o gás carbônico do ar:

2 NaOH + CO2 → Na2CO3 + H2O
2 KOH + CO2 → K2CO3 + H2O
Esta reação é utilizada para eliminação de dióxido de carbono de ambientes, com destaque para a navegação espacial, onde por motivo de peso da carga útil das naves, se usa o hidróxido de lítio e igualmente:

2 LiOH + CO2 → Li2CO3 + H2O
Com os ácidos, produzem com extrema velocidade em meio líquido os respectivos sais dos ânions destes ácidos:

NaOH + HCl → NaCl + H2O
2 KOH + H2SO4 → K2SO4 + 2 H2O
LiOH + HNO3 → LiNO3 + H2O
Reagem com os halogênios, produzindo os respectivos hipohalogenitos:

2 NaOH + Cl2 → NaCl + NaOCl + H2O
2 KOH + Br2 → KBr + KOBr + H2O